# Mohammadpur
Mohammadpur är ett underdistrikt i Bangladesh. Det ligger i den centrala delen av landet, 90 km väster om huvudstaden Dhaka.
Trakten runt Mohammadpur består till största delen av jordbruksmark. Runt Mohammadpur är det tätbefolkat, med 881 invånare per kvadratkilometer.